# Pachyphiale
Pachyphiale är ett släkte av lavar. Pachyphiale ingår i familjen Gyalectaceae, ordningen Ostropales, klassen Lecanoromycetes, divisionen sporsäcksvampar och riket svampar.
|             | Gyalecta                                                                      |
|             |                                                                               |
| Pachyphiale | \| \| Pachyphiale carneola \| \| \| \| \| \| Pachyphiale fagicola \| \| \| \| |
|             | \| \| Pachyphiale carneola \| \| \| \| \| \| Pachyphiale fagicola \| \| \| \| |
|             | Belonia                                                                       |
|             |                                                                               |
|             | Ramonia                                                                       |
|             |                                                                               |
|             | Bryophagus                                                                    |
|             |                                                                               |
|             | Cryptolechia                                                                  |
|             |                                                                               |
|             | Pachyphiale carneola                                                          |
|             |                                                                               |
|             | Pachyphiale fagicola                                                          |
|             |                                                                               |

|  | Pachyphiale carneola |
|  |                      |
|  | Pachyphiale fagicola |
|  |                      |